# Paolo Cozza
Paolo Cozza (ur. 1963 w Mediolanie) – włoski prawnik, przedsiębiorca, osobowość telewizyjna zamieszkały w Polsce.

## Życiorys
Jest synem prawnika i dyrektora generalnego Metropolitana Milanese, a wcześniej przez 20 lat Dyrektora Generalnego Comune di Milano. Z wykształcenia jest prawnikiem. Od początku stycznia 1995 mieszka w Polsce. Prowadził firmę w branży motoryzacyjnej, zajmującą się importem akcesoriów samochodowych, następnie został dyrektorem generalnym firmy motoryzacyjnej „Bottari Polska”.
Ogólnopolską popularność zyskał dzięki występom w programie telewizyjnym TVP2 Europa da się lubić, którego był bohaterem w latach 2003–2008. W 2019 był bohaterem programu TVP2 Europa da się lubić – 15 lat później.
W sierpniu 2007 napisał książkę kucharską pt. „Włoska kuchnia na polskim stole”.
W 2006 uczestniczył w trzeciej edycji programu rozrywkowego TVN Taniec z gwiazdami. Był bohaterem programu społecznego Sprawa dla reportera oraz cyklu Babiniec (2007). W maju 2007 poinformowano, że poprowadzi talk show TVN Appartamento, w którym będzie rozmawiać z obcokrajowcami o tym, jak postrzegają Polaków, jednak nigdy nie doszło do emisji programu.
Posiada zespół muzyczny Alpini. W 1999 wystąpił w jednym z odcinków programu muzycznego Szansa na sukces (odcinek „Piosenka włoska”). W 2019 jurorował w drugiej edycji programu rozrywkowego Polsatu Śpiewajmy razem. All Together Now (2019).
Jest kibicem Interu Mediolan, a jako ulubionego zawodnika wskazuje Alessandro Altobellego. W 2006 podczas Mistrzostw Świata w Piłce Nożnej był częstym gościem w studiu mundialowym.

## Życie prywatne
10 czerwca 2006 poślubił Iwonę Górską. Mają troje dzieci, Valentino (ur. 2007), Nicole (ur. 2009) i Leonardo (ur. 2015).

## Publikacje
- 2007: „Włoska kuchnia na polskim stole” – autor